# Kelenföld

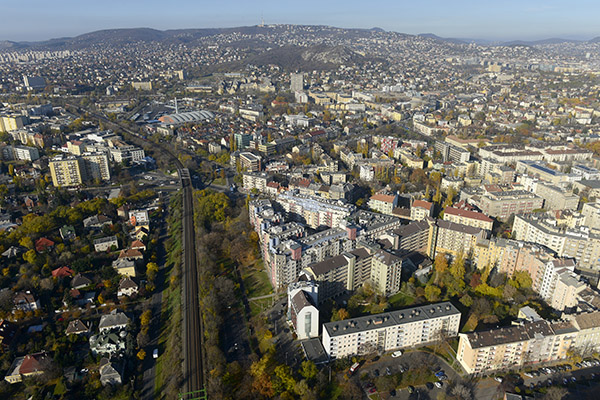
Luftaufnahme von Kelenföld

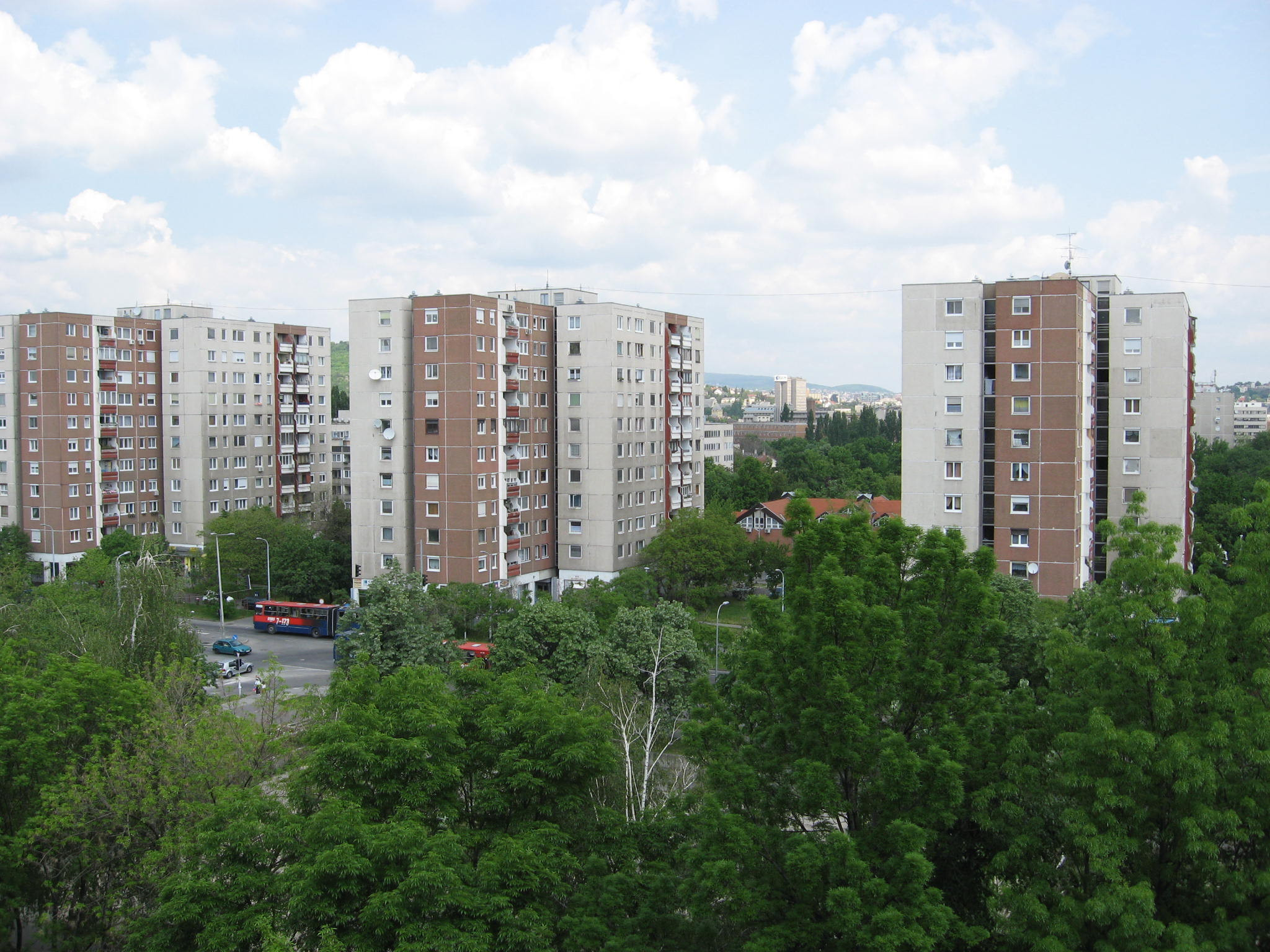
In den 1960ern erbaute Wohnblöcke

Kelenföld (zu deutsch Krenfeld) ist ein Stadtteil der ungarischen Hauptstadt Budapest in deren Bezirk Újbuda.

## Lage
Er liegt im südlichen Teil von Buda nahe der Donau an deren westlichem Ufer im 11. Bezirk.

## Geschichte

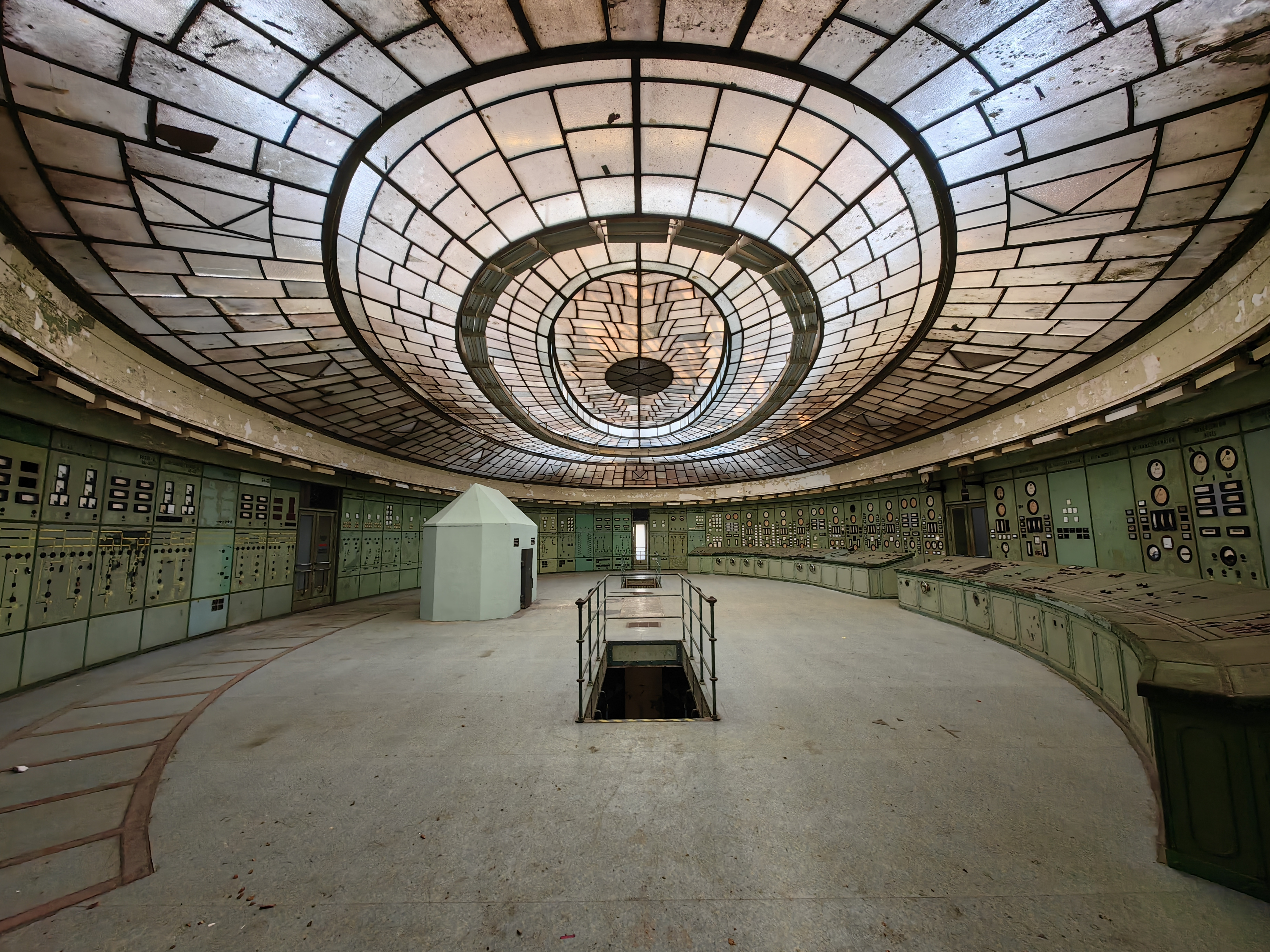
Stillgelegter Kontrollraum des Kraftwerk Kelenföld

Die Bezeichnung Kelenföld stammt mit großer Wahrscheinlichkeit vom deutschen Namen Krenfeld (von Kren, bairisch für Meerrettich). Dieser wurde im 18. Jahrhundert verwendet. Erst seit 1847 heißt der Bezirk offiziell Kelenföld und soll eventuell benannt sein nach Kelen, einem ungarischen Häuptling aus dem 9. Jahrhundert. 1914 wurde in Kelenföld nach zwei Jahren Bauzeit das damals größte Elektrizitätswerk der Welt in Betrieb genommen. Teile des mehrmals erweiterten Kraftwerks sind bis heute in Betrieb. Die Straßenzüge wurden zwischen 1967 und 1983 mit Fertighäusern erstellt. Die älteren Straßen um Bocskai út sind bereits in der ersten Hälfte des 20. Jahrhunderts entstanden.

## Verkehr
Der Bahnhof Budapest Kelenföld ist der viertwichtigste Bahnhof Budapests, befindet sich in diesem Bezirk und wurde nach ihm benannt.
Vom Bahnhof Kelenföld aus (U-Bahn-Station Kelenföld vasútállomás) verkehrt seit 2014 die Linie M4 der Metró Budapest zum wichtigsten Budapester Bahnhof Keleti (zu deutsch Ostbahnhof).
Direkt vor dem Bahnhof befinden sich die Endhaltestellen der Straßenbahnlinien 19 in Richtung Batthyány tér und 49 zum Deák Ferenc tér.
Außerdem starten mehrere Buslinien vom Busbahnhof am Etele tér.
Koordinaten: 47° 28′ N, 19° 2′ O